# STS-51C
STS-51C — третий космический полёт МТКК «Дискавери», пятнадцатый полёт по программе «Спейс шаттл». Основная задача полета — выведение на орбиту разведывательного спутника «Магнум».

## Экипаж
- Томас Маттингли (3, последний)[1] — командир
- Лорен Шрайвер (1) — пилот
- Эллисон Онидзука (1) — специалист по программе полёта 1
- Джеймс Бакли (1) — специалист по программе полёта 2
- Гэри Пейтон — специалист по полезной нагрузке

## Параметры полёта
- Вес:
  - Вес при старте: кг
  - Вес при приземлении: кг
  - Полезная нагрузка: кг
- Перигей: км
- Апогей:км
- Наклонение: °
- Период обращения: мин

### Цель полёта
Полёт в интересах министерства обороны США.

## Связь с катастрофой «Челленджера»
Инженер компании Morton Thiokol Роджер Божоли, исследуя состояние шаттла «Дискавери» после этого полёта, в июле 1985 года составил записку, в которой отметил, что резиновые кольца на ракетных ускорителях были очень сильно повреждены, вследствие чего запуск шаттла с кольцами в таком состоянии (особенно в холодную погоду) может привести к выходу из строя ракетных ускорителей и последующему крушению космического челнока. Однако Божоли не смог убедить в этом НАСА, что в январе 1986 года привело к гибели шаттла «Челленджер» вместе с экипажем.